# Адиос, мучачос
„Адиос, мучачос“ е български игрален филм (драма) от 1978 година на режисьора Янко Янков, по сценарий на Валери Петров и Васил Цонев. Оператор е Виктор Чичов. Музиката във филма е композирана от Георги Генков.

## Състав
Роли във филма изпълняват актьорите:
- Петър Стоянов – Пешо Андреев
- Ани Петрова – Мария
- Лъчезар Цочев – Боян
- Михаил Мелтев – Кирчо
- Радко Дишлиев – Мишо
- Мая Бабурска – Минка Топалова
- Джуни Александрова – Топалова
- Коста Цонев – Васил
- Стойчо Мазгалов – Фабиркантът Топалов
- Стефан Пейчев – Старият Топалов
- Васил Михайлов
- Никола Тодев – овчарят
- Боряна Цанева
- Владимир Данченко
- Андрей Ешкенази
- Ангел Велинов
- Стефан Гърдев
- Михаил Гецов
- Сергей Комитски
- Ана Маркова
- Стефка Кацарска
- Никола Дадов
- Теодор Юруков
- Ева-Мария Радичкова
- Борил Петров
- Антон Маринов
- Асен Димитров
- Красимир Атанасов
- Юлия Кънчева
- Боряна Пунчева
- Никола Костадинов
- Владимир Давчев